# 독일 순양전함 그나이제나우
그나이제나우(Gneisenau, DKM Gneisenau)는 제2차 세계 대전 때에 독일 해군이 건조한 순양전함이다. 샤른호르스트급 순양전함의 제2번함으로, 함명은 나폴레옹의 점령으로부터 독립하기 위해 군제도 개혁에 힘을 쏟은 샤른호르스트에 협력한 '아우구스트 폰 그나이제나우'에 유래하였다. 독일 해군은 전함에 분류하며, 영국 해군은 네임쉽(Nameship)인 순양전함으로 분류하였다.

## 연혁
1934년 12월 8일에 '도이체 베르케'에서 기공하여, 건조를 중지하였다가, 1935년 5월 6일 건조를 재개, 1936년 12월 8일에 진수, 1938년 5월 21일에 준공하였다.
1939년 11월 23일에 '페로섬 해전'에 참가하여 영국의 무장상선 라왈핀디호를 샤른호르스트와 협력하여 격침시켰다.
1940년 4월 9일, 샤른호르스트와 함께 '나르빅 해전', 6월 8일에는 노르웨이 해전에 참가하여, 영국 항공모함 글로리어스호와 구축함 아키스타등 3척을 모두 격침시켰다. 6월 20일, 트룬하임에서 영국 잠수함 클라이드에 어뢰공격을 받아 피해를 입었다. 수리가 완료된 후, 12월 28일에 샤른호르스트와 그나이제나우는 통상파괴작전에 출격하였으나, 악천후로 돌아와야 했다. 1941년 1월 ~ 3월에는 베를린 작전에 투입되었다.
이때 그나이제나우는 총 14척(샤른호르스트는 8척)의 상선을 침몰시키는 대 전과를 올리게 된다.
4월 6일, 브레스트에서 영국 항공기의 공격을 받아 어뢰 1발이 우현 뒷편에 명중하여, 큰 피해를 입었다. 4월 10일, 폭격을 받아 여러 발의 폭탄이 명중, 약 50명의 승무원이 사망하였다.
1941년 5월에 비스마르크, 프린츠 오이겐, 샤른호르스트와 함께 라인 연습 작전에 참가하려 했지만 4월 6일 영국 해군 뇌격기에 의해 추진축이 손상되어(수리에는 6개월이 필요하였다.)출전할 수가 없었다.
1942년 2월 11일에는 샤른호르스트, 프린츠 오이겐과 함께 켈베로스 작전에 참가하여 작은 피해를 입어 킬 군항에서 수리를 받았다. 같은 해 2월 26일에 군항 내에서 연합군 항공기의 폭격으로 폭탄이 명중, 화재가 뱃머리의 탄약고를 폭발시켜 함수가 절단되는 등 큰 피해를 입어 바닥에 침몰하였다. 이를 건져내어 선체 길이 연장 및 주포탑을 연장 380 mm포로 바꾸기 위해 고텐하펜으로 회항하였으나, 1943년에 바렌츠 해전의 패전 소식을 들은 히틀러의 대형함 폐기명령에 의해 공사가 중지, 폐기가 결정되었다. 탑재한 대포는 철거되어 육상에 전용되었다.

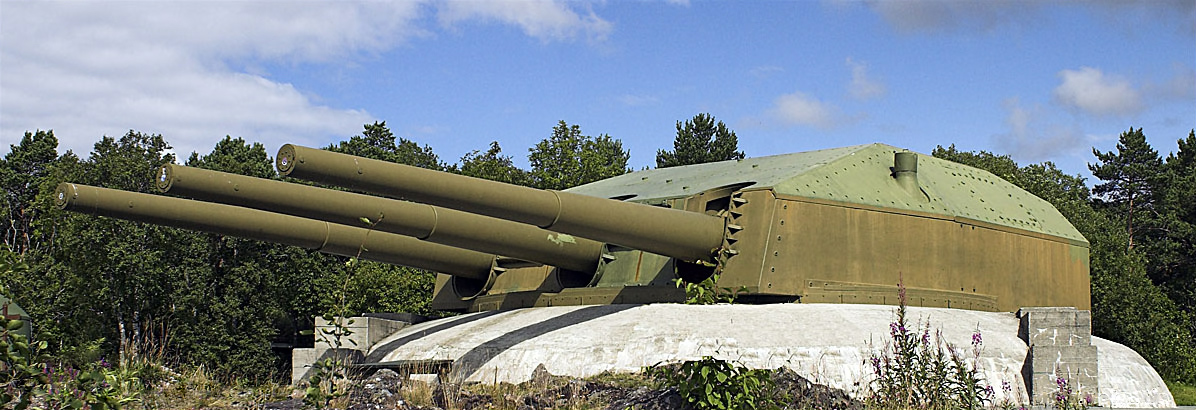
지상에 설치된 그나이제나우의 함포

1945년 3월 23일 고텐하펜의 폐기함으로써 예인되어 자침되었다. 1947년에 다시 건져 해체하고, 고철로 처분되었다.

## 자매함
- 독일 순양전함 샤른호르스트

## 같이 보기
- 켈베로스 작전